# 哥倫比亞 (印地安納州費耶特縣)
哥倫比亞（英語：Columbia）是位於美國印地安納州費耶特縣的一個非建制地區。該地的面積和人口皆未知。